# Slamet Gundono
Slamet Gundono (Slawi, Tegal, 19 juni 1966 – Kartasura, 5 januari 2014) was een Indonesisch modern poppenspeler van de wajang en kunstenaar.

## Levensloop
Traditioneel wordt de wajang in verband gebracht met drank en muziekgelag, waardoor Gundono zich aanvankelijk niet aangetrokken voelde tot dit schimmenspel. Tijdens zijn studie aan een madrassa in Lebaksiu in het regentschap Tegal werd zijn interesse echter aangewakkerd en in 1997 voerde hij zijn eerste graspoppenshow op in Riau.
In 1999 slaagde hij voor poppentheater in Surakarta (Solo) op Midden-Java aan het kunstacademie STSI (tegenwoordig het Institute Seni Indonesia, ISI). Nog in hetzelfde jaar zette hij in Surakarta het gezelschap Sanggar Wayang Suket (Graspoppenstudio) op. Hier ontwikkelde hij het wajangspel verder dat tot dan een lange tijd van stilstand had gekend.
Binnen enkele jaren ontwikkelde de artiest met een gewicht van 150 kg zich tot het icoon van de wajang suket. Gundono treedt wereldwijd op en ontving verschillende prijzen, waaronder een Prins Claus Prijs in 2005.
Hij is begin 2014 overleden. Hij was 47 jaar oud.

## Poppenchoreografie
Gundono (her)schreef meerdere stukken, waaronder:
- Sukesi atau Rahwana Lahir (De geboorte van Rahwana)
- Limbuk Ingin Merdeka (Limbuk wil vrijheid)
- Bibir Merah Banowati (Banowati's rooskleurige lippen)